# Jaap Roelen
Jaap Roelen (Chaam, 1 januari 2002) is een Nederlandse wielrenner die in 2022 en 2023 reed voor Metec-Solarwatt p/b Mantel.
Roelen genoot zijn opleiding als wielrenner bij het Oosterhoutse WV de Jonge Renner.
Op 12 juni 2022 won hij de Nederlandse  Ronde van Limburg.